# Omega-idrossidecanoato deidrogenasi
La omega-idrossidecanoato deidrogenasi è un enzima appartenente alla classe delle ossidoreduttasi, che catalizza la seguente reazione:
10-idrossidecanoato + NAD+ ⇄ 10-ossodecanoato + NADH + H+
Agisce anche più lentamente sut 9-idrossinonanoato e 11-idrossiundecanoato.